# Rubén Giustiniani
Rubén Héctor Giustiniani (Rosario, 3 de noviembre de 1955) es un ingeniero civil y político argentino. Actualmente es diputado provincial por Igualdad y Participación, partido que creó en 2015, luego de distanciarse del socialismo por diferencias ideológicas con su conducción. Ha sido Senador Nacional en dos oportunidades y también Diputado Nacional en dos ocasiones. Sus proyectos legislativos, intervenciones en debates y trabajos realizados en las comisiones parlamentarias le han válido para ser elegido mejor Legislador Nacional en varias ocasiones de su carrera y estar siempre considerado entre los Senadores y Diputados más trabajadores.

## Biografía

### Comienzos
Rubén Héctor Giustiniani, nació en Rosario, provincia de Santa Fe, Argentina. Está casado y tiene 3 hijos. 
En 1975 ingresó a la carrera de Ingeniería Civil en la Facultad de Ciencias Exactas, e Ingeniería de la Universidad Nacional de Rosario. Ahí continuó su militancia estudiantil iniciada en la secundaria en movimientos de independientes, sumándose al Movimiento Nacional Reformista. En 1983/84 fue elegido miembro del Consejo Superior de la Universidad Nacional de Rosario. Posteriormente, sería elegido como Decano de esta facultad. 
Desde 1984 a 1992 estuvo a cargo de la Secretaría de la Juventud del Partido Socialista Popular. En 1984/88 se desempeñó como vicepresidente de la Unión Internacional de Juventudes Socialistas.  En 1987 el socialismo volvió a tener representación parlamentaria en la Cámara de Diputados de la Nación, siendo elegido por Santa Fe, el líder del Partido Socialista Popular, Guillermo Estévez Boero. Y durante los dos primeros años Rubén lo acompañó como asesor.

### Funcionario municipal
En 1989 los rosarinos reconocen a una fuerza incipiente que se asoma en el país y que comienza a consolidarse en Rosario, y le confían el gobierno de la ciudad al Partido Socialista. Durante esa gestión fue nombrado director de Relaciones Internacionales, cargo que ocupó hasta 1991, año en el que renuncian masivamente los compañeros que ocupan funciones en la Municipalidad por diferencias ideológicas insalvables entre Partido y el entonces intendente Cavallero. 
En 1992 el Partido Socialista Popular renovó su dirigencia bajo el liderazgo natural de Guillermo Estévez Boero, y Rubén Giustiniani pasó de la Secretaría de la Juventud a la Secretaría General del Partido. En 1993 fue elegido Decano de la Facultad de Ciencias Exactas, Ingeniería y Agrimensura de la Universidad Nacional de Rosario, dando inicio al proceso de reforma a los planes de estudio.

### Reunificación del Socialismo
En el año 2002, el Partido Socialista Democrático, liderado por el Profesor Alfredo Bravo y el Partido Socialista Popular, presidido por Rubén Giustiniani, luego de 44 años de divisiones, decidieron unificarse y confluir en un único Partido Socialista quedando la presidencia en manos de Alfredo y la Secretaría General a cargo de Rubén. El acta de la unidad se firmó en Rosario, el 28 de junio de 2002.

### Diputado Nacional (1997-2003)
En 1997 fue elegido Diputado Nacional por la provincia de Santa Fe y en 2001 renovó su banca por otro período. En ese ámbito, durante el período 2000/2003, presidió la Comisión de Población y Recursos Humanos e integró las Comisiones de Educación, Relaciones Exteriores y Culto y Obras Públicas.  
Sus principales proyectos presentados en la Cámara de Diputados fueron: Ley de Ingreso Mínimo Garantizado; Impuesto Extraordinario a las Empresas de Servicios Públicos Privatizados; Procedimiento de Audiencias Públicas y encuesta de servicio; Marco Regulatorio de los Servicios Públicos; Tasa de Mejora Vial; Desindexación de tarifas de Servicios Públicos; Finalización de las Concesiones Viales; Modificación a la Ley 25.165 de Pasantías Universitarias; [cita requerida]Reducción de las Contribuciones Fue autor de la Ley 25.502 que declara el 10 de diciembre “Día de los Derechos Humanos”. En su carácter de presidente de la Comisión de Población y Recursos Humanos de la Cámara de Diputados de la Nación impulsó la derogación de la ley migratoria de la dictadura y es autor de la nueva Ley de Migraciones.° 25.871, que surgió del debate en audiencias públicas y del consenso de especialistas y organismos no gubernamentales que se ocupan de la materia.

### Senador Nacional (2003-2015)
En octubre de 2003, fue elegido Senador Nacional, siendo el primer representante del socialismo en la Cámara Alta en 44 años, y el cuarto senador socialista en la historia de la República Argentina. Fue elegido nuevamente por los santafesinos para el período 2009-2013. Durante su mandato fue presidente de la Comisión de Educación y Cultura, y de la Comisión de Ambiente y Desarrollo Sustentable. Actualmente es Vicepresidente de la Comisión de Seguridad, e integra las comisiones de Relaciones Exteriores y Culto, Educación y Cultura; y Trabajo y Previsión Social. Ha presentado numerosos proyectos defendiendo con firmeza los intereses de la provincia que representa y a los sectores más desprotegidos de la sociedad: los jubilados, los excluidos, los trabajadores, los desocupados, los discapacitados, los niños, los jóvenes y las mujeres.
Fue el autor de la Ley que estableció el 82% móvil para los jubilados (vetada por el Poder Ejecutivo), y de la Ley 26.579 que redujo la mayoría de edad de los 21 a los 18 años . Logró además la sanción de importantes leyes para la provincia de Santa Fe, como la Ley 26.410 creando un Fondo anticrisis de 30 millones para la sequía en el Norte santafesino, y la Ley 26.648 de creación del primer parque nacional de la provincia de Santa Fe.
Asimismo, impulsó varias medias sanciones del Senado de la Nación, que esperan ser tratadas en la Cámara de Diputados. Entre ellas, cabe destacar entre las más recientes que aun tienen estado parlamentario en la Cámara baja: la Ley de Decomiso de Bienes del Narcotráfico, el Régimen de Reparación y Asistencia a los damnificados de la explosión de Rosario, y la Ley de Protección de los Humedales.
Entre sus iniciativas más importantes en al ámbito del Senado, se pueden mencionar: Cumplimiento de la garantía de la ley de coparticipación federal; Acuerdo del gobierno con sectores empresariales y trabajadores para sostener el nivel de empleo y evitar despidos; Eliminación del IVA a los productos de la canasta básica de alimentos; Ley de Educación Superior; Ley de Consejo Económico y Social; Ley de Sistema Único de Salud; Ley de Prevención y erradicación de violencia familiar; Obligación de las prepagas de cubrir prestaciones básicas de personas con discapacidad, Declaración de servicio público del gas licuado de petróleo y que se garantice la provisión de la garrafa de uso domiciliario a precios accesibles;[cita requerida] Eliminación de la ley del impuesto al cheque y de superpoderes que afectan los recursos de las provincias; Retenciones agropecuarias diferenciales, segmentadas y progresivas; Marco regulatorio para el mejoramiento, reparación, mantenimiento ampliación y construcción de rutas nacionales; Derecho de la información de usuarios de rutas concesionadas; veda a la circulación de transporte de carga en feriados largos;[cita requerida] Sistema de compensación al transporte automotor público con criterios de equidad en todo el territorio nacional; nueva Ley del Instituto de Estadística y Censo; prohibición de la megaminería contaminante.  [cita requerida]
En los últimos tiempos, ha venido impulsando fuertemente un proyecto de ley para que la telefonía móvil sea declarada servicio público, y se terminen los abusos de las empresas prestadoras de estos servicios.

### Proyecto de canon digital
El 28 de junio de 2011, acompañó un proyecto de ley del senador Miguel Ángel Pichetto para imponer un canon digital en el país. El mismo estuvo a punto de tratarse en el Senado. Fue el resultado del grupo de presión ejercido por SADAIC y CAPIF, entre otras entidades privadas que representan a autores y editores en el país y en el extranjero. Dichas asociaciones serían las principales beneficiadas por la nueva tasa. La iniciativa generó un fuerte rechazo, expresado a través de las redes sociales Facebook y Twitter. La Fundación Vía Libre también se opuso al canon, explicando su anticonstitucionalidad. El colectivo hacktivista Anonymous inutilizó los servidores del Senado en la madrugada del 29 de junio, como protesta por el hecho. Finalmente, el proyecto retornó a la Comisión de Legislación General del Senado, donde sería analizado con mayor profundidad.

## Principales iniciativas legislativas
- Ley de Extinción de Dominio de Bienes de Narcotráfico y Corrupción[15]
- Ley para crear Tribunales Federales especializados en materia de Narcotráfico en Santa Fe
- Ley para declarar Servicio Público a la Telefonía Celular
- Ley de 82% móvil para Jubilados[16]
- Ley de Eliminación del IVA en los productos de la Canasta Básica Familiar[17]
- Ley de Protección de Humedales
- Ley de Acceso a la Información Pública[18]
- Ley de Migraciones
- Ley de Marco Regulatorio de Servicios Públicos[19]
- Ley provincial de Educación[20]

## Distinciones
Su actividad como legislador le valió que fuera distinguido, durante once años consecutivos, como uno de los diez parlamentarios que más aportó a la calidad institucional del Congreso de acuerdo a la encuesta anual que el Semanario Parlamentario realiza entre legisladores, asesores y periodistas. En 2010 y 2013, obtuvo el premio al “Senador más laborioso" del año. Además, según el Índice de Calidad Legislativa que realiza anualmente el Semanario Legislativo, Giustiniani se ubicó siempre entre los cinco primeros en cuanto a participación en el Recinto se Sesiones.  
Rubén recibió distintos premios de asociaciones civiles a las que ayudó, colectividades y residentes extranjeros en el país por la Ley de Migraciones, el Premio Parlamentario, y otros, entre los que se destaca la Orden de Bernardo O´Higgins del Gobierno de la República de Chile que le otorgó el presidente Ricardo Lagos en julio de 2002.

## Libros publicados
Como gran lector que es, también le gusta escribir. Ya tiene publicado cinco libros, aunque confiesa que su gran deuda pendiente es la ficción, si bien tiene publicado en la contratapa de Rosario 12 un cuento en coautoría con dos jóvenes poetas y escritores rosarinos, Federico Tinivella y Fabricio Simeoni.
- Su primer libro publicado es “Migración: un derecho humano” (Editorial Prometeo, 2005) que refiere a la nueva ley de migraciones N.º 25.871, de la que es autor, con los comentarios de destacados especialistas en el tema.
- “Hacia una democracia de nuevas bases” (Editorial Sudamericana-Copppal, 2006) (Con la colaboración de Lucas Doldan) Aborda el déficit en materias de desigualdades sociales de las democracias latinoamericanas que han determinado una pobre calidad social e institucional. El gran desafío – dice - es impulsar una democracia de nuevas bases que promueva un rol más cooperativo del Estado, el parlamentarismo, la inclusión, la igualdad y la concertación.
- “Universidad, Democracia y Reforma” (Editorial Prometeo, 2008), trata la problemática y los desafíos de la educación superior en general y de la universidad argentina en particular, desde dentro y desde fuera.
- “Derecho a la Juventud” (Editorial Prometeo, 2010) aborda con una visión interdisciplinaria la iniciativa que le permite a 2 millones de jóvenes de entre 18 y 20 años ejercer plenamente sus derechos.
- ”“El Socialismo de Alfredo Palacios” (Editorial Sudamericana, 2012) es la quinta publicación de Giustiniani; un homenaje a la figura de Alfredo Palacios que pone en conocimiento, particularmente de las nuevas generaciones, de una selección de los discursos y textos más destacados del primer diputado socialista de América en el Congreso de la Nación.
- " El Contrato Secreto: YPF-CHEVRON" (Editorial Eudeba, 2017) es un libro destinado a quienes quieran conocer las implicancias del contrato YPF-Chevrón, vedado durante mucho tiempo al conocimiento de la sociedad. Un contrato mediante el cual se entregó de manera directa, sin licitación y por 35 años, la explotación de Vaca Muerta, el yacimiento hidrocarburífero más importante de nuestro país. Una explotación que se realiza a través del fracking, un método no convencional de extracción de gas y petróleo cuestionado e inclusive prohibido en muchos países del mundo por las consecuencias negativas en términos de contaminación ambiental. Un acuerdo que involucra una compleja estructura de empresas offshore radicadas en conocidos paraísos fiscales cuya finalidad supondría, como lo expresa el contrato, “evitar quedar sujetos a impuestos en o por una Autoridad Gubernamental”. Descorrer el velo de tanto misterio es hacer efectivo el fallo de la Corte Suprema de Justicia de la Nación y cumplir, en consecuencia, la sentencia de Mayo: “El pueblo quiere saber de qué se trata".
- "La Revolución de las conciencias" (Editorial Eudeba, 2018) , un libro que pretende  abrir un debate de ideas acerca del particular rol que cumple la Universidad en el sistema un libro que pretende educativo. De este modo, Giustiniani se suma a los textos publicados y ensayos clásicos (Del Mazo, Sanguinetti) que buscan analizar cómo se vivió́ la Revolución Universitaria y cuál es su correlato en la actualidad. El autor propone responder a interrogantes que invitan a la reflexión colectiva acerca de la Reforma, su pasado y su porvenir.